# حسن باشا المجري
حسن باشا المجري ‏ ( - 1768 في بلغراد) سياسي عثماني شغل منصب والي مصر منذ 1764 حتى 1765.  تولى منصب قبطان باشا البحرية العثمانية (أدميرال).

## أنظر أيضا
- قائمة قباطين البحر العثمانيين.